# Marcelo Scatolaro
Marcelo Andrés Scatolaro Guntren (San Bernardo, Chile, 3 de mayo de 1985) es un exfutbolista chileno-argentino. Jugaba de mediocampista en Comunicaciones de la Primera B Metropolitana.

## Trayectoria
Nació en Chile cuando su padre, el delantero argentino Ruben Darío Scatolaro, se desempeñaba en el fútbol chileno, cumpliendo buenas actuaciones en Magallanes en los años 1980.
Marcelo realizó sus inferiores en O'Higgins de Rancagua, hasta que su padre volvió a Argentina, debiendo dejar Chile con él. 
Ya en Argentina prosiguió su formación en Estudiantes de La Plata y Platense, donde llegó a debutar en primera en la temporada 2005/06 y consiguió el ascenso al Nacional B. Ya en esta categoría y sin continuidad, pasó a préstamo al Comunicaciones de Buenos Aires, donde jugó 19 partidos y convirtió 2 goles. 
Luego de su exitoso paso por el cartero pasó a préstamo a Atlanta, donde consiguió alcanzar un altísimo nivel, siendo considerado el mejor volante de la categoría, llamando la atención de clubes de Primera División de Argentina y clubes del extranjero, como el Colo-Colo de Chile. Además se informó que en Chile también era seguido por el seleccionador Marcelo Bielsa.
Su gran temporada en el "bohemio" le dio la chance nuevamente de volver a Platense pero esta vez, para ser una fija en la formación titular.
En la temporada 2010/11 del Nacional B logra un nuevo ascenso, esta vez con San Martín de San Juan, llevando a este equipo a la Primera División del fútbol argentino.
Luego de depositar al club sanjuanino en la máxima categoría del fútbol argentino ficha por Huachipato de la Primera División de Chile. 
Jugó en Rangers de Chile donde ha demostrado buen nivel llevando a los piducanos a la semifinal del campeonato el 2012.
Su último club fue Sportivo Italiano en 2022.

## Clubes

### Como jugador
| Club                   | País      | Año       | PJ | Goles |
| ---------------------- | --------- | --------- | -- | ----- |
| Platense               | Argentina | 2005-2006 |    |       |
| Comunicaciones         | Argentina | 2006-2007 |    | 2     |
| Atlanta                | Argentina | 2007-2008 |    |       |
| Platense               | Argentina | 2008-2010 | 23 | 2     |
| San Martín de San Juan | Argentina | 2010-2011 | 35 | 2     |
| Huachipato             | Chile     | 2011      | 7  | 0     |
| Rangers                | Chile     | 2012-2014 | 55 | 0     |
| Sarmiento de Junín     | Argentina | 2014-2015 | 27 | 3     |
| Los Andes              | Argentina | 2015-2016 | 6  | 1     |
| Almagro                | Argentina | 2016-2018 | 8  | 1     |
| Comunicaciones         | Argentina | 2019-2021 |    | 4     |

### Estadísticas como entrenador
Actualizado al 24 de octubre de 2022
| Sportivo Italiano Argentina | 4.ª                 | 2022                | 31 | 0 | 0 | 0 | — | — | 31 | 0 |
| Sportivo Italiano Argentina | Total               | Total               | 31 | 0 | 0 | 0 | 0 | 0 | 31 | 0 |
| Total en su carrera | Total en su carrera | Total en su carrera | 31 | 0 | 0 | 0 | 0 | 0 | 31 | 0 |
| (1) La copa nacional se refiere a la Copa Argentina y Supercopa Argentina . (2) La copa internacional se refiere a la Copa Sudamericana, Recopa Sudamericana, Copa Libertadores y Copa Suruga Bank. |                     |                     |    |   |   |   |   |   |    |   |

## Palmarés

### Como jugador

#### Campeonatos nacionales
| Título                  | Club                   | País      | Año     |
| ----------------------- | ---------------------- | --------- | ------- |
| Primera B Metropolitana | Platense               | Argentina | 2005/06 |
| Primera B Nacional      | San Martín de San Juan | Argentina | 2010/11 |